# Tao He
Der Tao He (chinesisch 洮河, Pinyin Táo Hé), auch Tao-Fluss genannt, ist nach Wei He einer der wichtigsten Nebenflüsse am Oberlauf des Gelben Flusses (Huang He) im Südwesten der chinesischen Provinz Gansu. 
Seine Quelle liegt im Gebirge Xiqing Shan (西傾山 / 西倾山) im Autonomen Kreis Henan der Mongolen im Süden des Autonomen Bezirks Huangnan der Tibeter in der chinesischen Provinz Qinghai im Grenzgebiet von Gansu und Qinghai. 
Mit den Flüssen Lu Qu (ཀླུ་ཆུ།); Guangtong He (廣通河 / 广通河), Dayu He (大峪河) und Zhuke He (朱可河) zählt er zum Flussnetz von Gansu (甘肅 / 甘肃). Im Kreis Yongjing fließt er in die Liujiaxia-Talsperre. Mit einer Länge von 673 km, ist Tao He der drittlängste Fluss Gansus.
In seinem Einzugsgebiet waren verschiedene neolithische und bronzezeitliche Kulturen verbreitet (siehe Majiayao-Kultur, Banshan-Machang-Kultur, Siwa-Kultur, Xindian-Kultur, Qijia-Kultur, Tangwang-Kultur). Der Tao He fand Erwähnung in der historischen Schrift Shuijing zhu über Gewässer in der Zeit des Nördlichen Weis.